# ¡Segundos afuera! (película)
¡Segundos afuera!  es una película argentina en blanco y negro dirigida por Israel Chas de Cruz y Alberto Etchebehere sobre guion escrito por Rogelio Cordone y Carlos Goicochea que se estrenó el 4 de agosto de 1937 y que tuvo como protagonistas a Pedro Quartucci y Amanda Varela. Uno de los boxeadores que aparece en el filme es Raúl Landini, que fue campeón argentino medio mediano hasta 1935 y medalla de plata en los Juegos Olímpicos de Ámsterdam 1928; por su parte Quartucci había sido uno de los boxeadores integrantes de la selección argentina en los Juegos Olímpicos. El árbitro de una de las peleas es el exboxeador argentino de la categoría medio pesado Andrés Gregorio Scotto (1901-1983), cuyo mánager, José "Pepe" Lectoure, fue tío de Juan Carlos "Tito" Lectoure.

## Sinopsis
Un empleado de oficina debe reemplazar a un hermano gemelo que es boxeador.

## Reparto
- Pedro Quartucci
- Amanda Varela
- Susy Derqui
- Luis Sandrini
- Pablo Palitos
- Lalo Malcolm
- Pepe Arias
- Roberto Blanco
- Fernando Campos
- Chela Cordero
- Delfina Fuentes
- Delia Garcés
- José Otal
- Juan Pecci
- Eva Duarte
- Ilde Pirovano
- Luis Elías Sojit
- Tilda Thamar
- Alicia Vignoli
- Malisa Zini
- Andrés Gregorio Scotto (Árbitro)

## Comentario
El crítico Calki opinó en la crítica publicada en el diario El Mundo: "Agrada...por sencilla y alegre...El argumento es bastante ingenioso...ausencia total de exageraciones y notas de mal gusto".